# Florentská škola

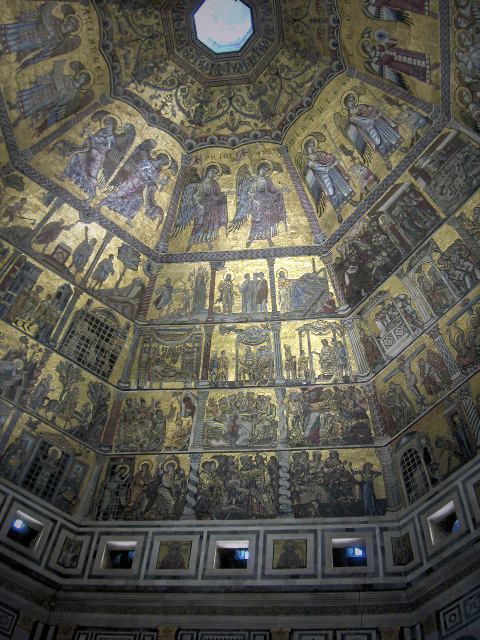
Kopule Baptisteria sv. Jana ve Florencii (okolo 1225

Florentská malířská škola se zrodila ve 14. století a trvala do 16. století. Za jejího zakladatele je považován Giotto di Bondone, jehož dílo stojí na rozhraní středověkého a renesančního umění. Vyniká smyslem pro perspektivu, plastičnost a správné zachycení anatomických proporcí lidské postavy. Jejími hlavními představiteli jsou významní florentští malíři rané a pozdní renesance, případně manýrismu: Masolino, Masaccio, Fra Angelico, Domenico Ghirlandaio, Fillipo Lippi, Sandro Botticelli, Leonardo da Vinci, Michelangelo Buonarroti. Na severoitalské malířství působila v 15. století padovská škola pod vedením F. Sqarcioniho. Jejími představiteli byli padovský malíř A. Mantegna, ferrarský C. Tura, benátský C. Crivelli. Na umělecký styl školy měla vliv nejen antika ale i Donatellův padovský oltář. V italských městech Urbino, Arezzo a Perugia vznikla Umbrijská škola. Její umělci dávali přednost barvě a světlu oproti škole florentinské, která kladla důraz na přesnou kresbu a plastickou modelaci tvaru. 
Pojmem "florentský styl" či "florentská malířská škola" označují historikové umění výtvarníky ovlivněné naturalistickým stylem vyvinutým ve Florencii ve 14. století. Na vzniku tohoto stylu měl velký podíl Giotto di Bondone. V 15. století se z tohoto uměleckého směru stala vedoucí škola západního malířství. K nejznámějším umělcům této školy patří Filippo Brunelleschi, Donatello, Michelangelo, Fra Angelico, Botticelli, Filippo Lippi, Ghirlandaio, Masolino da Panicale a Masaccio.

## Před rokem 1400
Kořeny tohoto stylu lze vysledovat do 13. století. Základ pro pozdější vývoj byl položen Toskánsku, konkrétně v Pise a v Lucce. Nicola Pisano, který si cenil klasických forem stejně jako jeho syn Giovanni Pisano, přinesl do Toskánska nový směr gotického sochařství, vytvářející do té doby nebývale naturalistické postavy. Nový styl ovlivnil díla pisánských umělců ve 12. a 13. století, zejména dílo Giunta Pisana, který zase ovlivnil takové velikány jako Cimabue (1240–1302), a skrze něj Giotta (? 1267–1337) a na počátku 14. století další florentinské umělce.
Nejstarším dochovaným rozsáhlým projektem florentské školy je mozaiková výzdoba interiéru kopule chrámu Battistero di San Giovanni (Křtitelnice sv. Jana) ve Florencii. Práce začala kolem roku 1225. Ačkoli se na projektu podíleli i benátští umělci, toskánští umělci vytvořili expresivní, živé scény s důrazem na citový obsah oproti dosud převládající byzantské tradici. Florentský malíř Coppo di Marcovaldo (kolem 1225 – kolem 1276) je autorem ústřední postavy Krista a je nejstarším florentským umělcem zapojeným do tohoto projektu. Tomuto umělci jsou někdy připisovány deskové obrazy Panny s dítětem vytvořené pro kostely řádu servitů v Sieně a Orvietu. Po florentské kostely Santa Maria Novella, Santa Trinita a Ognissanti byly koncem 13. a počátkem 14. století provedeny podobné práce iitalským malířem Ducciem di Buoninsegna (kolem r. 1255-1260 - kolem r. 1318-1319), který působil v Sieně a Toskánsku. Kolem roku 1285 vytvořil pro chrám Santa Maria Novella deskové obrazy Madona s dítětem a šest andělů nebo Madonna Rucellai. Tyto obrazy zobrazující Pannu a Dítě obklopené anděly na zlatém pozadí jsou nyní v galerii Uffizi. Ukazují vývoj naturalistického prostoru a formy a možná nebyly původně zamýšleny jako obrazy oltářní.

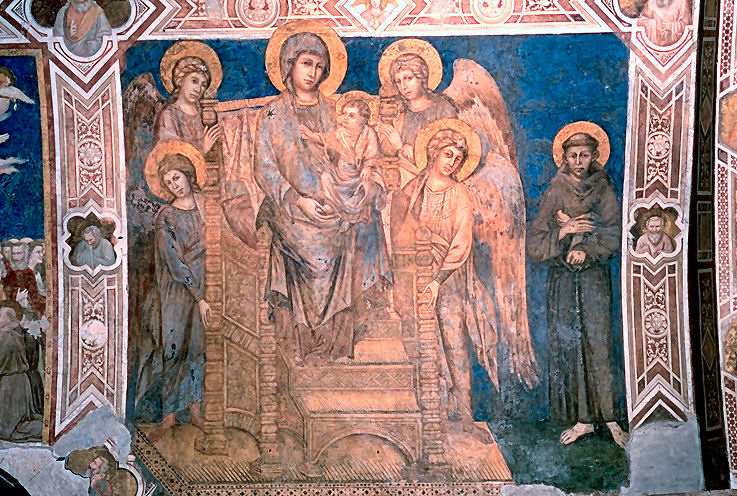
Madonna ze Santa Trinity, pochází z roku 1285, kdysi v kostele Santa Trinity a nyní v Uffizi Gallery

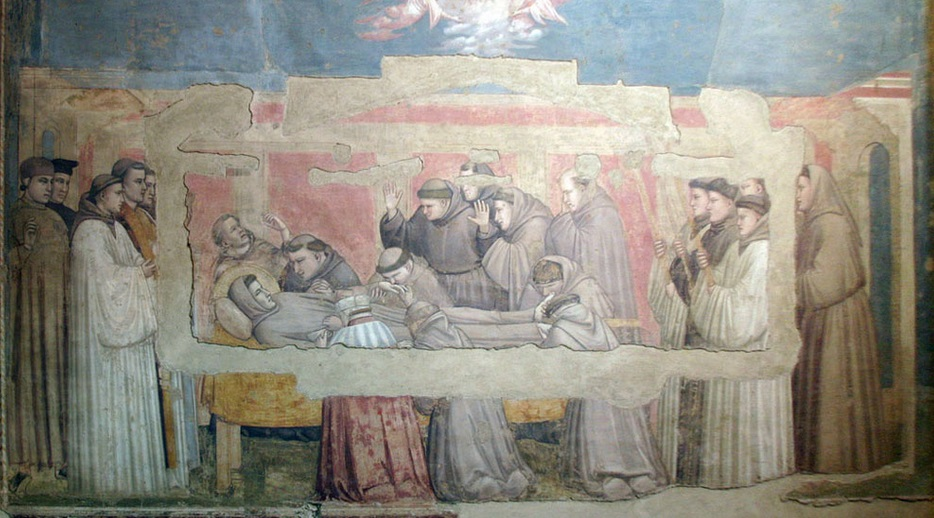
Giotto di Bondone, freska Smutek svatého Františka kaple rodiny Bardi, chrám Santa Croce di Firenze

Giottův cit pro světlo byl ovlivněn freskami, které měl možnost studovat v Římě. Uplatnil jej ve svých narativních nástěnných malbách, zejména na těch, jimiž ho pověřila rodina Bardi. Jeho postavy jsou umístěny do přírody a mají dramatický charakter a výraz. Podobný přístup ke světlu používali jeho současníci jako Bernardo Daddi (kolem 1280–1348). Ve 14. století byl naturalistický směr podporován také církevními zakázkami františkánského a dominikánského řádu; florentské malíře ovlivňoval i v následujících stoletích. Některé kompozice se i nadále držely tradičního stylu, hlavně ty, které měly být poctou objednavateli zakázky či zobrazovat svaté, jiné – jako zobrazení nedávných událostí, lidí a míst – neměly žádný vzor a dávaly prostor umělcově invenci. Ve 13. století docházelo k nárůstu poptávky po náboženských obrazech, zejména oltářních. Důvod není příliš jasný, jisté je, že toskánští malíři a řezbáři počátkem 14. století vytvářeli složité kompozice s náročnou řezbářskou prací. Objednavatel často prodiskutoval při zadávání zakázky nejen náboženská témata, která bude umělec zobrazovat, ale zvažoval i řezbářskou práci. U obrazů v panelech predel jsou však náměty ve smlouvách zmíněny jen zřídka a mohly tedy být ponechány na umělcích. Florentské kostely pověřovaly vytvářením oltářních děl mnoho umělců ze Sieny, jako je Ugolino di Nerio (1280? – 1349), který byl požádán o namalování rozsáhlého oltáře pro chrám Sv. Kříže ve Florencii. Pravděpodobně šlo o nejstarší polyptych ve Florencii. Cechy umožňovaly pracovat Ve Florencii umělcům z jiných regionů. Sochaři měli vlastní cech, a v r. 1316 byli malíři členy vlivného Arte dei Medici e Speziali. Cechy se staly významnými uměleckými partnery a od počátku 14. století dohlížely na údržbu a zlepšení jednotlivých církevních budov. Příkladem je obnova kostela Orsanmichele ve Florencii.